# Nichiren

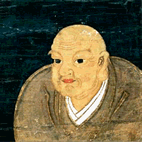
Målning föreställande Nichiren

Nichiren (japanska: 日蓮?, Nichiren), född 16 februari 1222 i byn Kominato (i nuvarande Kamogawa), död 13 oktober 1282 var en buddhistmunk i Japan som grundade nichiren-buddhismen.

## Biografi
Vid tolv års ålder blev han en buddhistisk präst, och munk vid sexton års ålder. År 1239 reste han till huvudstaden Kyoto för att studera vid de välkända klostren där. Han studerade bland annat tendai, men enligt Buswell och Lopez tycks han ha haft stor kännedom om samtliga buddhistiska inriktningar. Efter många års studier utvecklade han en syn på lotussutran som den ultimata sutran, och alla andra texter förutom lotussutran som provisoriska. År 1253 spred han läran att upplysning kunde nås genom att recitera 'namu myōhōrengekyō. Frasen betyder "vördnad inför skriften av den storslagna dharmans lotusblomma".
År 1260 skrev han en text som uppmanade den sittande regeringen att följa lotussutran för att undvika politiskt kaos och misär i landet. Texten skrev han också för att nedvärdera andra inriktningar av buddhismen som inte var hans egen. Som ett resultat av denna skrift och att Nichiren samtidigt starkt kritiserat rena land-buddhismen, arresterades Nichiren och fördrevs till exil. Två år senare blev han fri från sin exil. År 1271 utfördes ett mordförsök på Nichiren, som dock misslyckades. År 1272 blev han arresterad igen och åter igen satt i exil. Två år senare blev han fri från sin exil igen. Därefter misslyckades han åter igen att övertyga regeringen, och gav därefter upp med sina försök till att övertyga regeringen om lotussutran. Då flyttade han till berget Minobu i prefekturen Yamanashi, där han fokuserade på att skriva och lära ut till sina lärjungar.